# News Movie
News Movie (The Onion Movie) è un film del 2008 diretto da James Kleiner. Si tratta di una commedia scritta da Robert D. Siegell e Todd Hanson, penne di The Onion, storico giornale satirico statunitense, in collaborazione con lo staff della sede di Chicago della rivista.

## Trama
Norm Archer è il conduttore del telegiornale del canale Onion, che è costretto a fronteggiare l'inevitabile accorpamento della TV con la multinazionale Global Tetrahedron.

## Produzione
Nel 2003 la New Regency Productions e la Fox Searchlight Pictures si accordarono per produrre e realizzare un film scritto dallo staff di Onion. Provvisoriamente titolato The Untitled Onion Movie, viene diretto dai registi di videoclip musicali Tom Kuntz e Mike Maguire sotto lo pseudonimo di James Kleiner e scritto da Robert Siegel, allora direttore dell'Onion, un media digitale satirico che riporta notizie umoristiche, e dallo scrittore Todd Hanson con il resto del team.
La trama è giocata tutta su sketch umoristici nello stile tipico dell'Onion. Alcune gag mostrano parodie di video musicali. Steven Seagal appare come parodia di sé stesso. Il film è interrotto da critici e commentatori che si esprimono sullo svolgimento dello stesso, con un commentatore di colore che minaccia uno sciopero degli spettatori afroamericani qualora non venga inserito nel film un loro ritratto positivo.

## Distribuzione
Dopo ritardi e anteprime per valutare l'audience, il film fu accantonato dalla Fox. La New Regency Productions però non abbandonò il progetto. In un'intervista del 15 marzo 2007, Scott Aukerman disse che il film era a un punto morto. Nel giro di due settimane The Untitled Onion Movie fu cancellato dalla programmazione. Inoltre l'allora presidente della Onion Inc., Sean Mills, dichiarò che la Onion non era più coinvolta nel progetto.
Nel novembre 2007 Sean Mills dichiarò nuovamente che il film era un progetto morto. Tuttavia la Fox aveva la possibilità di distribuirlo direttamente in DVD, ma non fece nessun annuncio al riguardo. Il trailer apparve nei DVD de Il treno per il Darjeeling, Hitman - L'assassino, Charlie Bartlett e del videogioco Aliens vs. Predator: Requiem. La 20th Century Fox Home Entertainment pubblicò il DVD di The Onion Movie il 3 giugno 2008, mentre in Italia e è stato distribuito in DVD col titolo News Movie.

## Accoglienza
Il film ha ricevuto recensioni contrastanti dai critici. Sull'Internet Movie Database il film ha ottenuto una media del 6.2/10, mentre Rotten Tomatoes gli assegna il 46% di critiche positive.